# سید حسن افتخارزاده
سید حسن افتخارزاده سبزواری، معروف به آقای افتخار (۱۳۲۱ – ۲۷ دی ۱۴۰۳) فیلسوف، نویسنده، از شاگردان برجسته و نزدیک شیخ محمود حلبی و یکی از رهبران معنوی انجمن حجتیه بود.

## تحصیلات
وی دوره تحصیلی ابتدایی را در زادگاهش شهر سبزوار گذراند. سپس به حوزه علمیه سبزوار رفت و در سال ۱۳۳۵ پس از فراگیری دروس مقدماتی، به حوزه علمیه مشهد مهاجرت کرد و درکلاس‌های: محمد تقی ادیب نیشابوری، حجت هاشمی، احمد مدرسی، احمد مهدوی دامغانی، حسین وحید خراسانی و سید ابوالحسن شیرازی شرکت کرد و به مدت چهار سال درس خارج فقه و اصول را از سید محمدهادی میلانی آموخت. او در سال ۱۳۴۳ موفق شد از دانشکده علوم معقول و منقول (الهیات و معارف اسلامی) دانشگاه تهران دیپلم مدرسی بگیرد. به دنبال آن، به مدت سه سال، دوره مؤسسه وعظ و تبلیغ وابسته به دانشکده الهیات و معارف اسلامی را گذراند. وی تحصیلاتش را در رشته فلسفه و حکمت اسلامی پی‌گرفت و در سال ۱۳۴۹ خورشیدی از دانشکده الهیات و معارف اسلامی دانشگاه فردوسی مشهد لیسانس گرفت. پس از گذراندن دوره نظام وظیفه، در سال ۱۳۵۱ در رشته کارشناسی ارشد فلسفه و حکمت اسلامی دانشکده الهیات و معارف اسلامی دانشگاه تهران پذیرفته شد و در سال ۱۳۵۳ با راهنمایی و مشاورت مرتضی مطهری و محمد مفتح از رساله‌اش دفاع کرد. این رساله ترجمه و تحقیقی بر شرح هدایه ابن اثیریه بود. افتخارزاده تا سال ۱۳۵۶ در انجمن حکمت و فلسفه به تحصیل و تحقیق پرداخت و در زمینه عرفان و فلسفه در جلسات درس مهدی حائری یزدی، سید حسین نصر و توشی هیکو ایزوتسو شرکت کرد. او در سال ۱۳۵۸ در دوره دکتری فلسفه دانشگاه تهران پذیرفته شد، اما با آغاز انقلاب فرهنگی و تعطیلی دانشگاه‌ها، در تحصیلش وفقه ایجاد شد و سرانجام در سال ۱۳۶۹ از رساله دکترایش، تحت عنوان «عدل الهی در فلسفه اسلامی و کلام» دفاع کرد.
وی، در پی بیماری سرطان، پنج شنبه ۲۷ دی ۱۴۰۳ درگذشت.

## آثار
- تألیف فهرست مقالات و کتب فلسفی در سال ۱۳۵۴.
- گفتارهایی پیرامون امام زمان (عج).
- ترجمه هادیان آسمانی و مسئله تحریف، تألیف سید مرتضی عسکری.
- تاریخ غیبت کبری تألیف سیدمحمد صدر.
- خاستگاه خلافت، سقیفه نقطه جدایی خلافت و امامت

تألیف عبدالفتاح عبدالمقصود.
- خلاصه عبقات الانوار تألیف میر حامد حسین هندی تلخیص و تعریب از سید علی میلانی.
- روزنه‌ای به خورشید، تألیف هاشیم بن سلیمان بحرانی.
- فاطمة الزهراء (س) شادمانی دل پیامبر (ص) تألیف احمد رحمانی همدانی.
- فراسوی پرده‌ها، تألیف سید محسن امین.
- کلمة الامام المهدی، تألیف سید حسن شیرازی.